# Cantó de Clairvaux-les-Lacs
El cantó de Clairvaux-les-Lacs és un cantó francès del departament del Jura, situat al districte de Lons-le-Saunier. Té 24 municipis i el cap és Clairvaux-les-Lacs.

## Municipis
| - Barésia-sur-l'Ain - Boissia - Charcier - Charézier - Chevrotaine - Clairvaux-les-Lacs - Cogna - Doucier - Fontenu - La Frasnée - Le Frasnois - Hautecour | - Largillay-Marsonnay - Marigny - Menétrux-en-Joux - Mesnois - Patornay - Pont-de-Poitte - Saffloz - Songeson - Soucia - Thoiria - Uxelles - Vertamboz |

## Història
| Data d'elecció                           | Identitat             | Partit                       | Qualitat |
| ---------------------------------------- | --------------------- | ---------------------------- | -------- |
| 1945-1949                                | Jean Girod            | SFIO                         |          |
| 1949-1951                                | M. Claudey            | RGR                          |          |
| 1951-1973                                | M. Péroz              | MRP, després CD, després CDP |          |
| 1973-1985                                | Jean-Pierre Deroubaix | PS                           |          |
| 1985-                                    | Gérard Bailly         | Divers droite, després UMP   |          |
| les dades anteriors no són pas conegudes |                       |                              |          |
|                                          |                       |                              |          |